# Pla General d'Ordenació Urbana

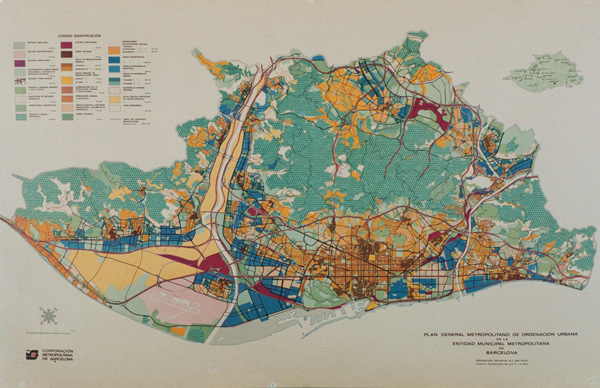
El Pla General Metropolità de Barcelona.

El Pla General d'Ordenació Urbana (abreujat PGOU) al País Valencià i les Illes Balears o, el seu equivalent a Catalunya, el Pla d'ordenació urbanística municipal (abreujat POUM), és l'instrument de planejament urbanístic bàsic per a l'ordenació integral del territori d'un o diversos municipis. D'acord amb la legislació d'Espanya i de les respectives Comunitats Autònomes, té per objecte l'establiment de l'ordenació del territori planejant, definint el model d'utilització del sòl a llarg termini (model de ciutat) que resulta de la ponderació qualitativa i quantitativa de les dades i conclusions dels estudis previs realitzats a l'efecte i de les diferents alternatives de planejament que s'hagin formulat.
L'ordenació integral del territori d'un o diversos municipis comprèn necessàriament:
1. La classificació del sòl que vincula tot el del territori planejat amb un destí urbanístic bàsic així com amb el corresponent règim jurídic.
2. La definició dels elements fonamentals de l'estructura general de l'ordenació urbanística del territori planejat, és a dir les vies de comunicació principals, els equipaments i serveis comunitaris més rellevants i les zones verdes o lliures.
3. La fixació del programa per al desenvolupament i execució de les corresponents previsions, així com el període mínim de vigència del mateix pla.

En cas d'existir un Pla Director Territorial de Coordinació (o equivalent en la legislació autonòmica), l'establiment d'una ordenació general o global del territori ordenat pel PGOU ha de ser coherent amb el model territorial superior dissenyat en aquell.
Dins del sistema de planejament previst per la Ley del Suelo de 1976, el PGOU és un pla originari, en el sentit que la seva formació no requereix l'existència prèvia d'un o altre instrument de planejament superior i és també un pla necessari en el sentit que sense ell no és possible el desenvolupament ple del planejament derivat successiu ni la realització basant-se en aquest de l'activitat urbanitzadora i edificatòria.

## Funcions principals del PGOU i/o del POUM
Les funcions principals del PGOU o del POUM són definides pel «Reglamento de Planeamiento para el desarrollo y aplicación de la Ley sobre Régimen del Suelo y Ordenación Urbana» el qual, malgrat tenir com referència la «Ley sobre Régimen del Suelo y Ordenación Urbana» de 1976 és, en molts aspectes, plenament vigent en no haver estat derogat per disposicions posteriors ni d'àmbit estatal ni autonòmic i, en tot cas constitueix el cos tècnic i jurídic més complet de què hom pot disposar avui dia a Espanya (conseqüentment d'ara endavant l'abreujarem amb «RP»).

### La classificació del sòl.
El PGOU o el POUM han d'afectar la totalitat del sòl del municipi o municipis ordenats a una de les següents classes de sòl:

#### Sòl urbà
Segons Art.21 del RP per tal que el PGOU classifiqui els terreny com urbans cal que compleixin algun dels següents requisits :
1. Que els terrenys estiguin dotats d'accés rodat (nota 1), abastament d'aigua, evacuació d'aigües residuals i subministrament d'energia elèctrica, havent de tenir els dits serveis les característiques adequades per servir a l'edificació que existeixi o es pugui construir (nota 2).
2. Que malgrat no tenir algun dels serveis esmentats en el paràgraf anterior, tinguin la seva ordenació consolidada per ocupar l'edificació, almenys, dues terceres parts dels espais aptes per a la mateixa segons l'ordenació que per a ells proposi el Pla General. En aquest supòsit el Pla ha d'assenyalar les operacions de reforma interior o accions concretes d'urbanització necessàries per aconseguir els nivells indicats.
3. A Illes Balears: s'inclouen en sòl urbà els assentaments en el medi rural degudament delimitats.[6]

Notes: especificacions addicionals de les Comunitats Autònomes
1. Catalunya: l'enumeració dels serveis urbanístics mínims inclou l'exigència d'un nivell de consolidació suficient de la xarxa viària que permeti la connectivitat amb la trama viària bàsica municipal.[7]
2. Comunitat Valenciana: s'indica que els solars són sòl urbà. En la definició de «solar» assenyala bàsicament les mateixes condicions que el RP amb algunes especificacions addicionals sobre la connectivitat i consolidació de la xarxa viària.[8]

#### Sòl no Urbanitzable
Constitueixen el sòl no urbanitzable els terrenys que el POUM classifica com a tals per raó de: la incompatibilitat amb llur transformació, règim especial de protecció aplicat per la legislació sectorial i pel planejament territorial, determinacions dels plans directors subjecció a limitacions o servituds per a la protecció del domini públic, la inadequació al desenvolupament urbà. També és classifiquen de sòl no urbanitzable els terrenys reservats per a sistemes urbanístics generals no inclosos en sòl urbà ni en sòl urbanitzable.

#### Sòl urbanitzable
Constitueixen el sòl urbanitzable els terrenys que el POUM consideri necessaris i adequats per a garantir el creixement de la població i de l'activitat econòmica, d'acord amb el model de desenvolupament urbanístic sostenible. Els POUM poden distingir entre sòl urbanitzable delimitat (SUD) en el qual han de concretar els sectors i, per a cadascun d'ells, determinar: l'índex d'edificabilitat bruta, la densitat màxima, que no pot superar en cap cas els 10 habitatges/ha, i els usos principals i compatibles i sòl urbanitzable no delimitat (SUND), que ha d'establir: les magnituds màximes o mínimes de les actuacions urbanístiques permeses.

## Instruments i equivalències en altres comunitats autònomes d'Espanya
El Pla General d'Ordenació Urbana és un document municipal que recull la normativa urbanística espanyola, la regulació en edificis i les futures actuacions, entre d'altres. Actualment, i després de la Sentència del Tribunal Constitucional 61/1997, de 20 de març, les competències urbanístiques són atribuïdes en exclusiva a les Comunitats Autònomes, per la qual cosa caldrà estar-se al que disposi la seva normativa específica, quant a l'abast i contingut d'aquest instrument de planejament general.
- A Andalusia i Castella i Lleó es denomina Pla General d'Ordenació Urbanística (Pla General d'Ordenació Urbana o Urbanística)
- A Castella-la Manxa, és conegut com a POM, Pla d'Ordenació Municipal.
- A Extremadura, es denomina PGM, Pla General Municipal.
- A Catalunya, és el POUM, Pla d'Ordenació Urbana Municipal.
- A Galícia, és conegut com a PXOM, Plan Xeral de Ordenación Municipal
- A la Regió de Múrcia, es denomina PGMO, Pla General Municipal d'Ordenació

## Instruments equivalents en altres països
La següent taula compara els instruments de planejament equivalents al PGOU en altres països:
| País                   | Nom (traducció)                                                      | Descripció |
| França                 | Plan Local d'UrbanismePlan local d'urbanisme (Pla local d'urbanisme) | Document que articula les propostes generals de la comunitat sobre el desenvolupament de la ciutat tot definint el pla d'ús del sòl, les àrees protegides i les reserves per a futures construccions, i les normes d'edificació, etc. |
| Estats Units d'Amèrica |                                                                      | |
A Itàlia existeixen diferents plans, com la planificació urbana.